# Пенал-Дебе
Пенал-Дебе (англ. Penal-Debe) — регион на острове Тринидад, Тринидад и Тобаго. Регион Пенал-Дебе граничит с другими регионами Принсес-Таун и Сипария, а также имеет выход на Карибское море и пролив Колумба (Атлантический океан). Регион образуется двумя крупными городами: Пенал (он является столицей и самым крупным городом региона) и Дебе, а также более мелкими близлежащими населенными пунктами, такими как Барракпор и Кинем. Площадь региона составляет 246,9 кв. километров, а население — 89 932 человека (2011).
Главой региона на 2019 год является Аллен Самми.

## Избирательные округа
Регион Пенал-Дебе разбит на 9 избирательных округов:
- Восточный Дебе
- Западный Дебе
- Восточный Барракпор
- Западный Барракпор
- Пенал
- Бронте
- Кинем (Морне-Дьябло)
- Палмист (Хермитейдж)
- Ля-Фортун